# Lukačevci
Lukačevci so naselje v Občini Moravske Toplice.

## Etimologija
Naselje je prvič omenjeno leta 1365 kot Lukasolch, potem leta 1366 kot Lukachouch. Ime prihaja od osebnega imena Lukač, Lukež, Luka.
V madžarskih virih so se najprej imenovali Lukasócz ali Lukacsócz. V drugi polovici 19. stoletja so jim dali umetno pomadžarjeno ime Lukácsfa.
Jernej Vengust v popisu prekmurskih naselij (1919) jih imenuje v knjižni slovenščini Lukačovci. Pozneje je bilo sprejeto ime Lukačevci v uradnih dokumentih. V lokalnem govoru prekmurščine se imenujejo Likačavci.